# Croix du cimetière de Saint-Adrien
La croix du cimetière est située sur la commune de Saint-Adrien en France.

## Localisation
La croix est située sur la commune de Saint-Adrien dans le département des Côtes-d'Armor, dans la région Bretagne.

## Description
Seul le socle est ancien, la colonne supportant le Christ remontant au début du XXe siècle.

## Historique
La croix est inscrite partiellement au titre des monuments historiques par arrêté du 22 février 1927.

## Galerie

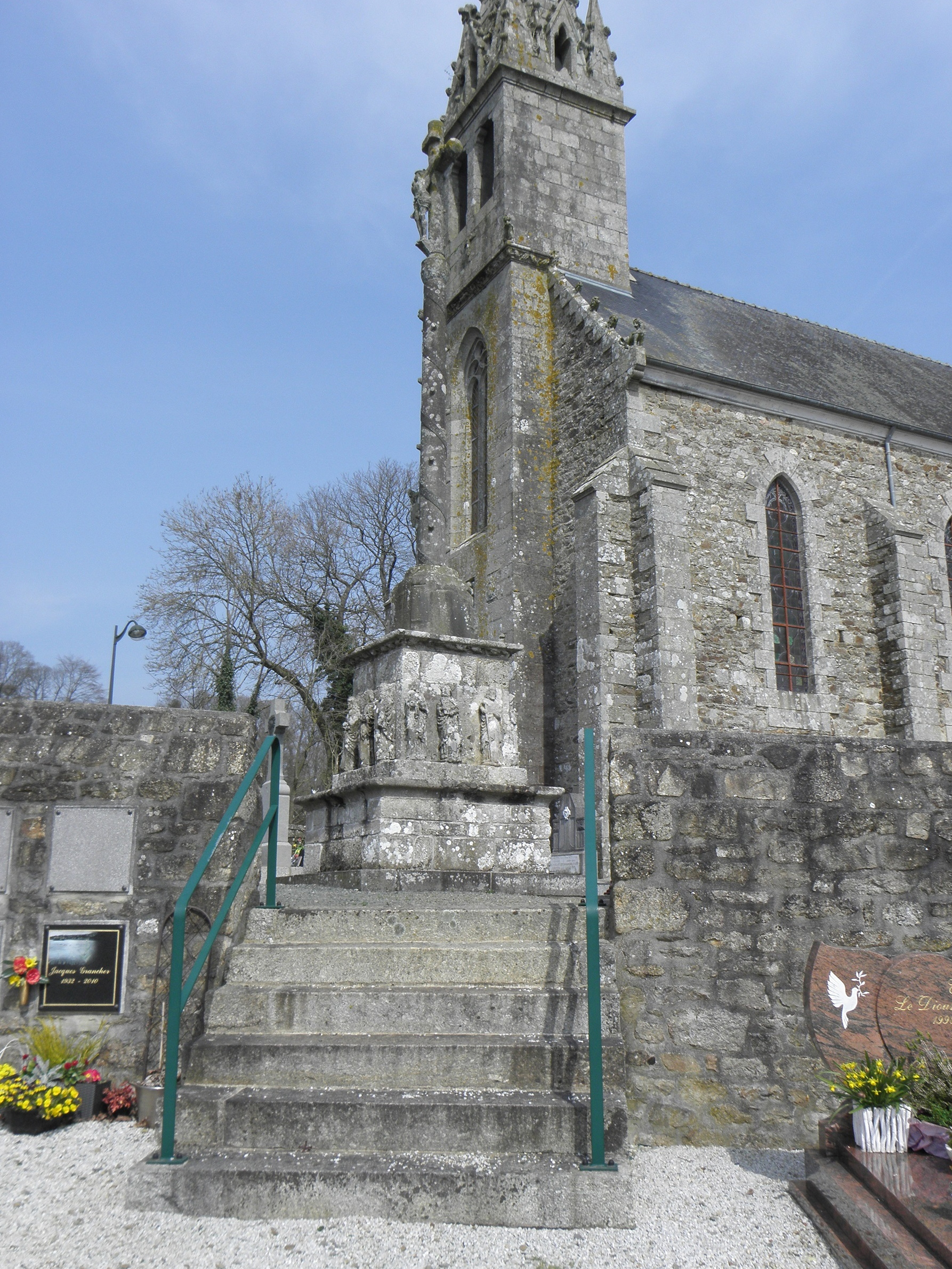
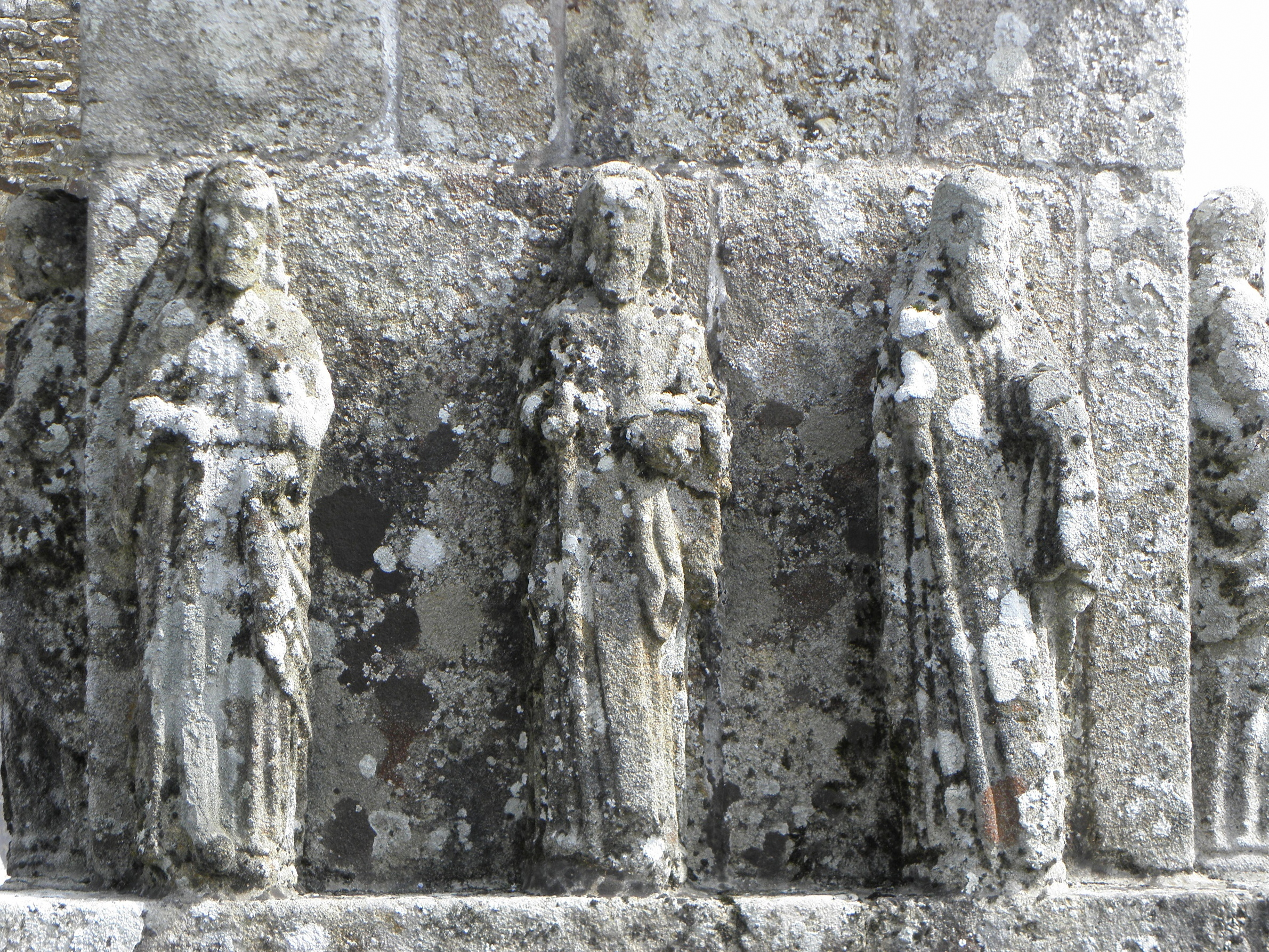
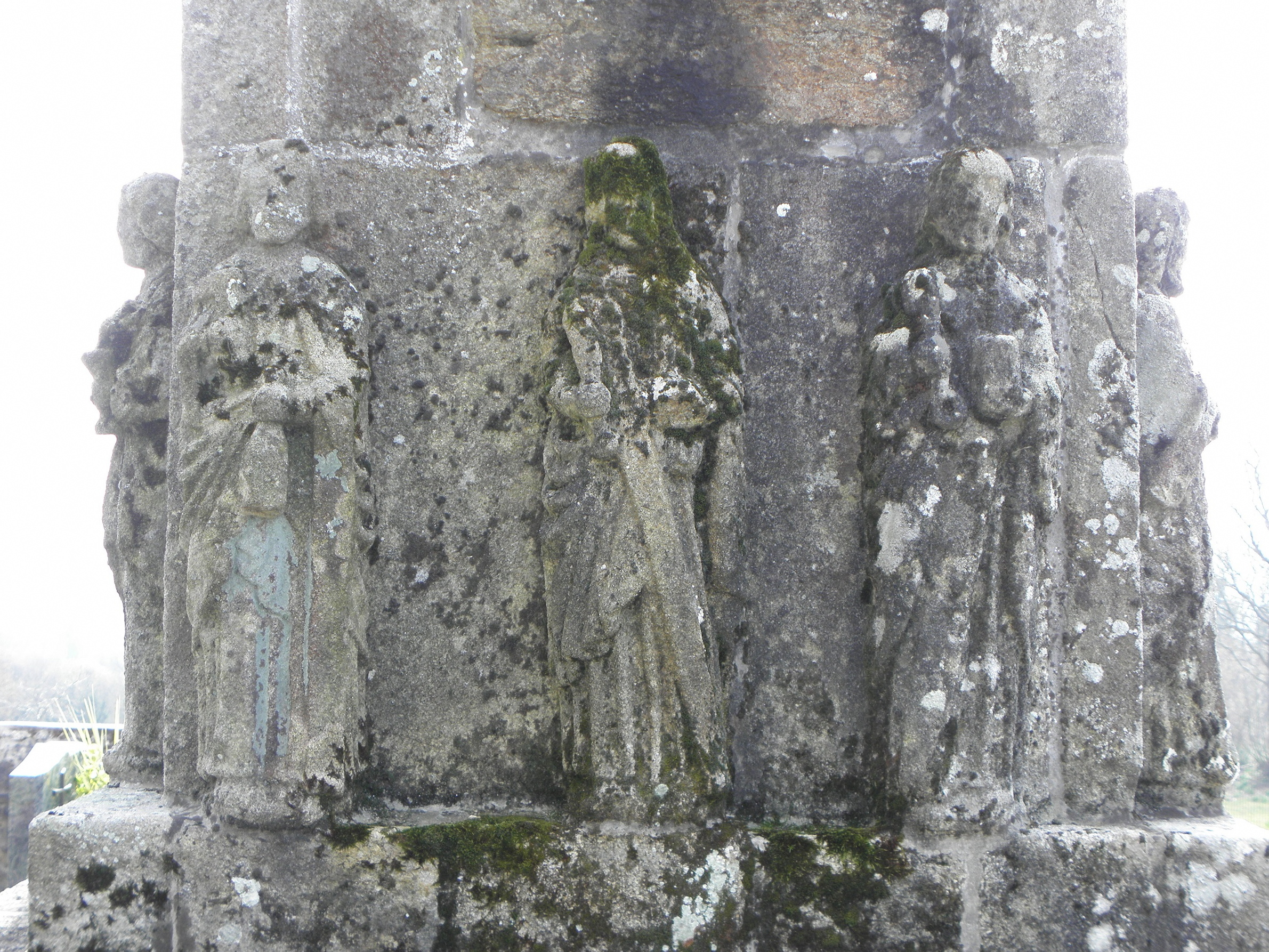
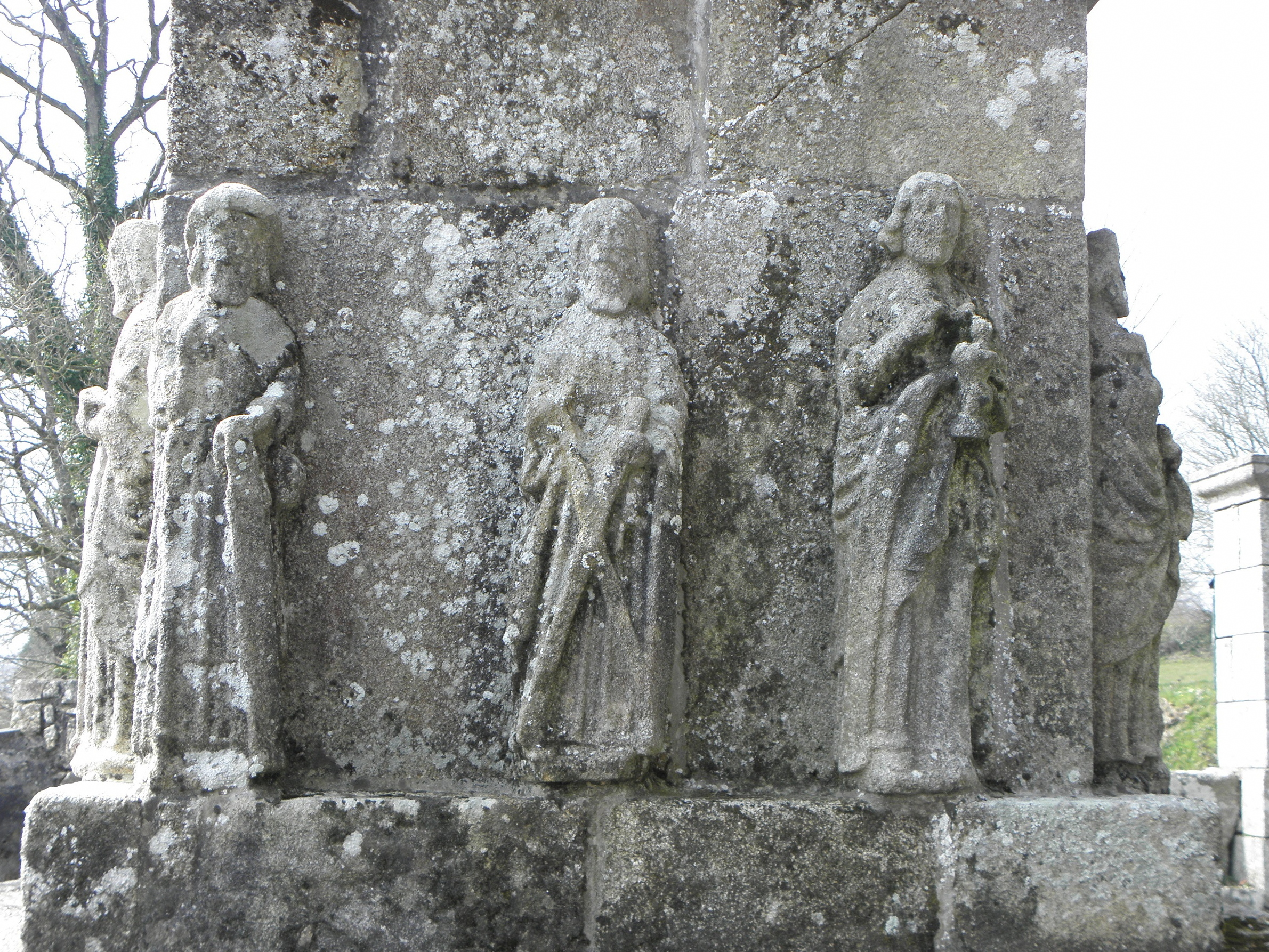
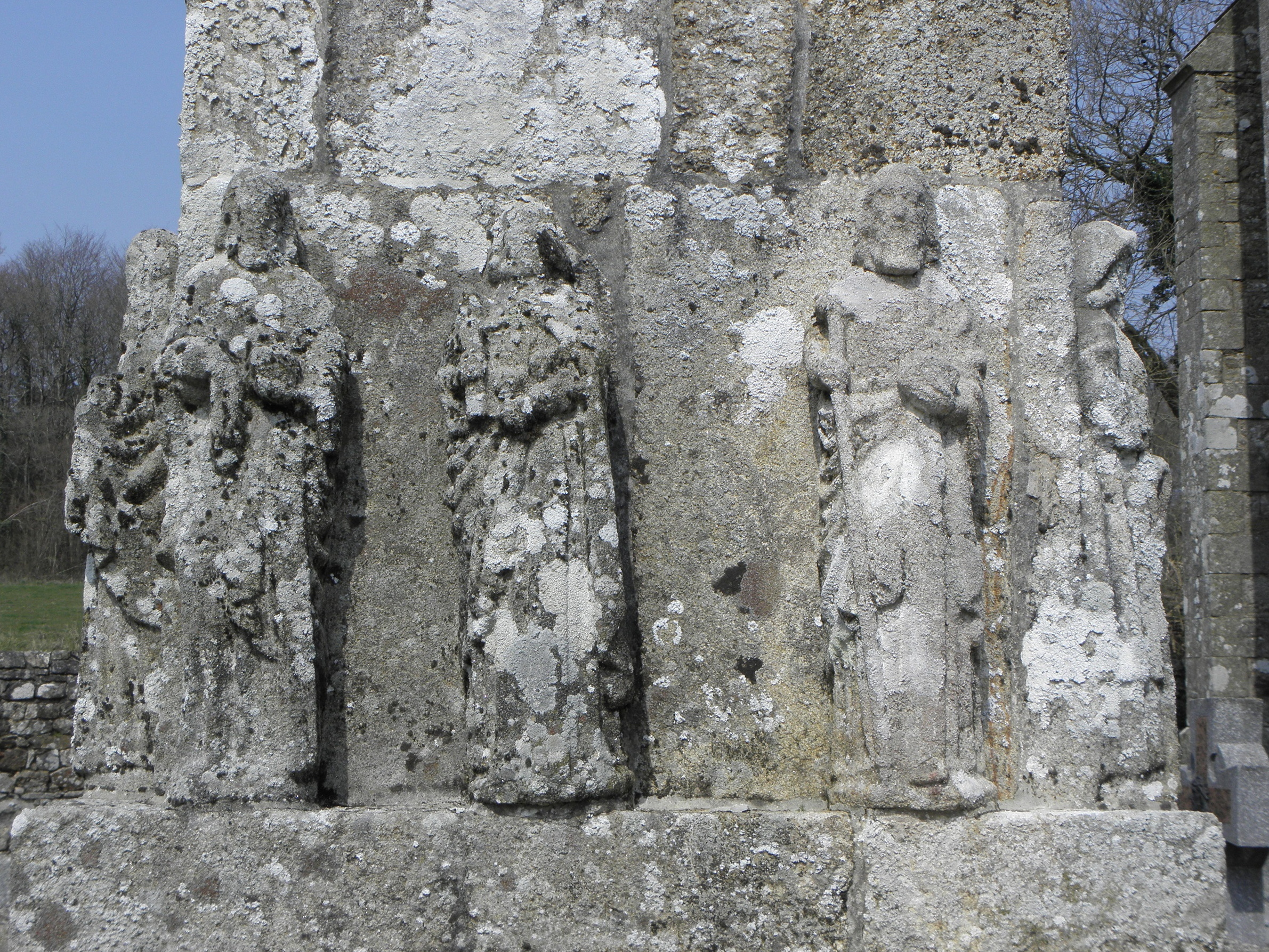